# 新通インターチェンジ
新通インターチェンジ（しんどおりインターチェンジ）は、新潟県新潟市西区新通にある国道116号・国道289号新潟西バイパスのインターチェンジ。

## 道路
- 国道116号（重複 : 国道289号）（新潟西バイパス）

## 接続する道路
- 新潟市道西4-122号線（新通方面）
- 新潟市道西6-46号線（新田方面）

## 周辺
- 信楽園病院
- アクアパークにいがた

## 隣
国道116号・国道289号新潟西バイパス
高山IC - 新通IC - 亀貝IC